# Фуртадо, Вильям
Вильям де Асеведо Фуртадо (порт. William de Asevedo Furtado; род. 3 апреля 1995, Пелотас, Риу-Гранди-ду-Сул) — бразильский футболист, защитник клуба «Крузейро».

## Клубная карьера
Вильям де Асеведо родился 3 апреля 1995 года в городе Пелотас.
Начал свою футбольною карьеру в молодежной команде клуба «Жувентуде» из города Кашиас-ду-Сул. Через год молодой футболист получил приглашение присоединится к молодежной команде более сильного клуба — «Интернасьонал» из Порту-Алегри. С молодежной командой этого клуба Вильям стал победителем чемпионата Бразилии для игроков до 20 лет в 2013 году та победителем Кубка Бразилии для футболистов до 20 лет в 2014 году. В конце 2014 года получил приглашения в основную команду клуба, из которой стал чемпионом Лиги Гаушу 2015 года и Рекопи Гаушу 2016 года. В марте 2016 года продлил контракт с «красными» до 2018 года.
15 июня 2017 года перешёл в «Вольфсбург». Контракт подписан сроком на 5 лет.

## Карьера за сборную
Включён в состав олимпийской сборной Бразилии на Летние Олимпийские игры 2016 в Рио-де-Жанейро. На Олимпиаде Вильям де Асеведо сыграл в трёх матчах — 4 августа 2016 года против ЮАР, 7 августа против Ирака и 10 августа против Дании. Вместе с командой выиграл Олимпийские игры в Рио-де-Жанейро.

## Достижения
«Интернасьонал»
- Чемпион Лиги Гаушу: 2015, 2016

Сборная Бразилии
- Олимпийский чемпион: 2016